# Café Gijón

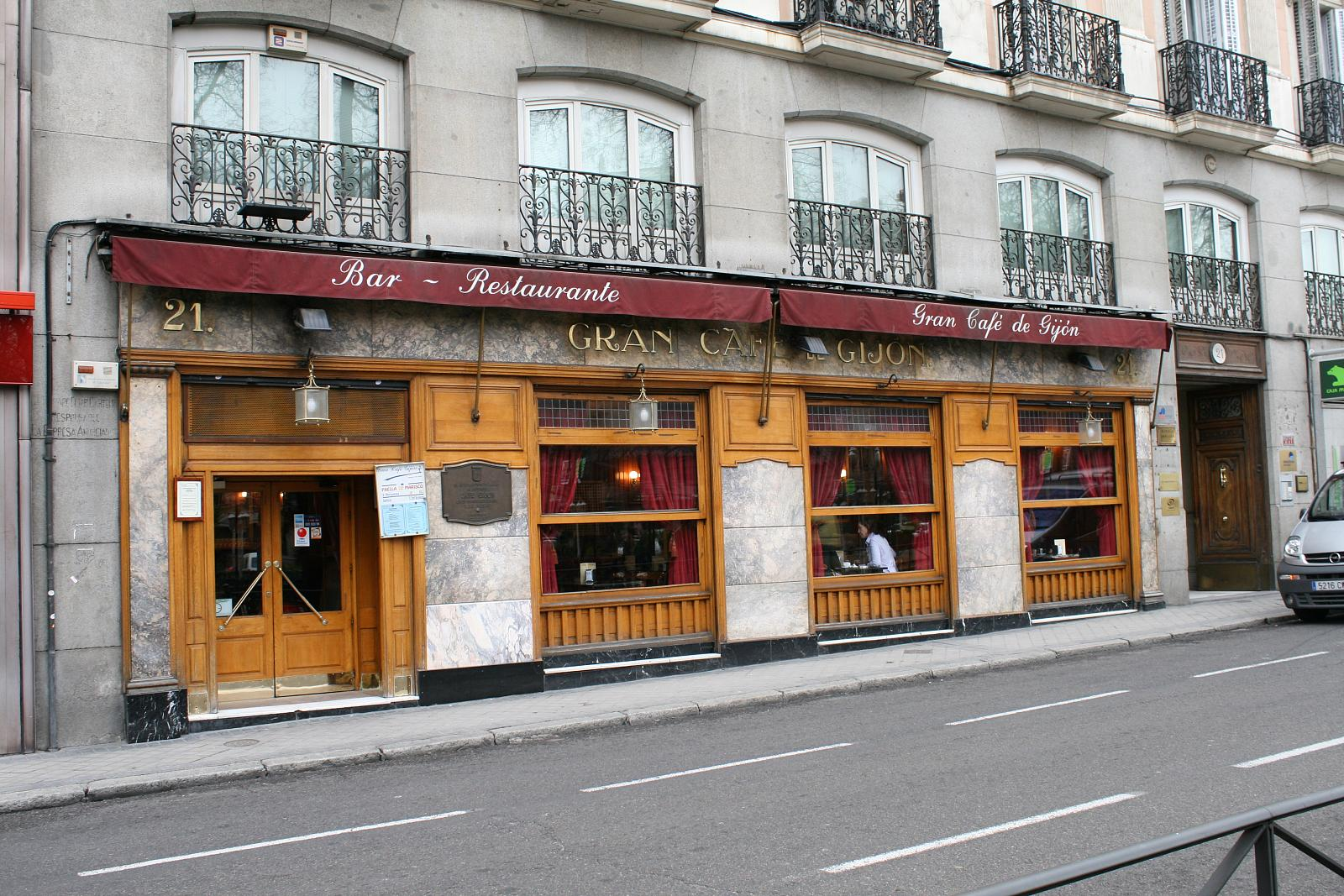
Holzfassade des Café Gijón

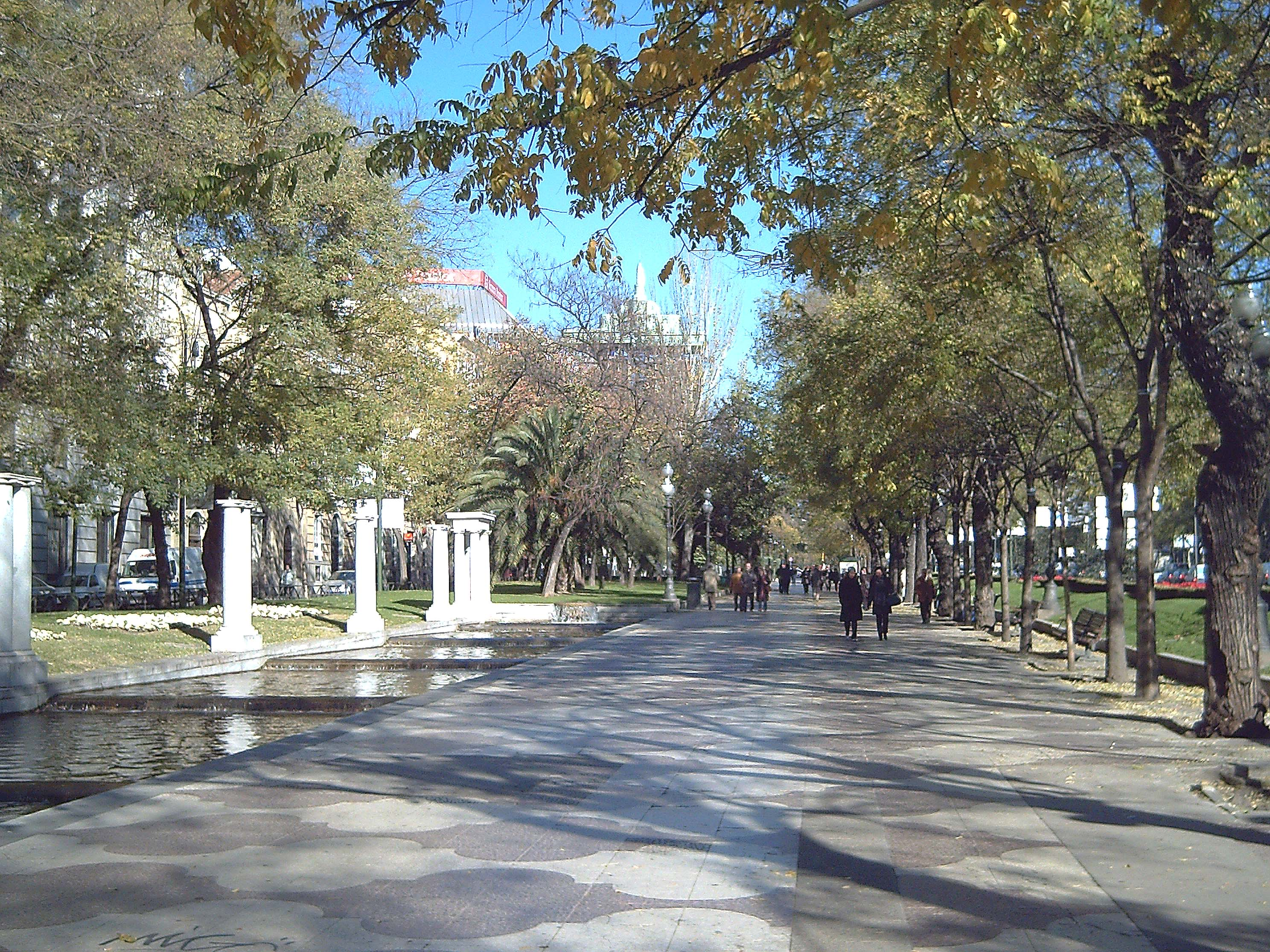
Paseo de Recoletos, zur Linken die Terrasse des Cafés.

Das Café Gijón (auch Gran Café de Gijón) ist ein Kaffeehaus an der Adresse Paseo de Recoletos 21 in Madrid. Nach bescheidenen Anfängen als Promenadencafé (1888) entwickelte es sich besonders nach dem Spanischen Bürgerkrieg zu einem Treffpunkt von Künstlern und Intellektuellen.
Zu seinen ersten bekannten Kunden zählten José Canalejas, Don Santiago Ramón y Cajal, Benito Pérez Galdós und Valle-Inclán.
Später sah man häufig Federico García Lorca als Gast der Terrasse, häufig in Gesellschaft des Toreros Ignacio Sánchez Mejías, aber auch die erfolgreiche Schauspielerin Celia Gámez.  Gegen Ende des Bürgerkriegs, während der Schlacht um Madrid, versammelten sich hier republikanische Milizionäre. 
Nach dem Krieg fanden sich hier an Künstler- und Literatenstammtischen (Tertulias) José García Nieto, Pedro de Lorenzo, Rafael Romero, Jesús Juan Garcés, Eugenio Mediano Flórez, Salvador Pérez Valiente und Camilo José Cela zusammen.
Weitere berühmte Kunden dieser Bar waren die Hollywood-Stars Ava Gardner, Orson Welles, Joseph Cotten und Truman Capote.
1949 ergriff der junge Schauspieler Fernando Fernán Gómez die Initiative, einen Literaturpreis unter dem Namen des Cafés ins Leben zu rufen.

## Tertulias
- La tertulia de los poetas
- La juventud Creadora
- La Tertulia de Escritores y Lectores .